# Giovanni Scudieri

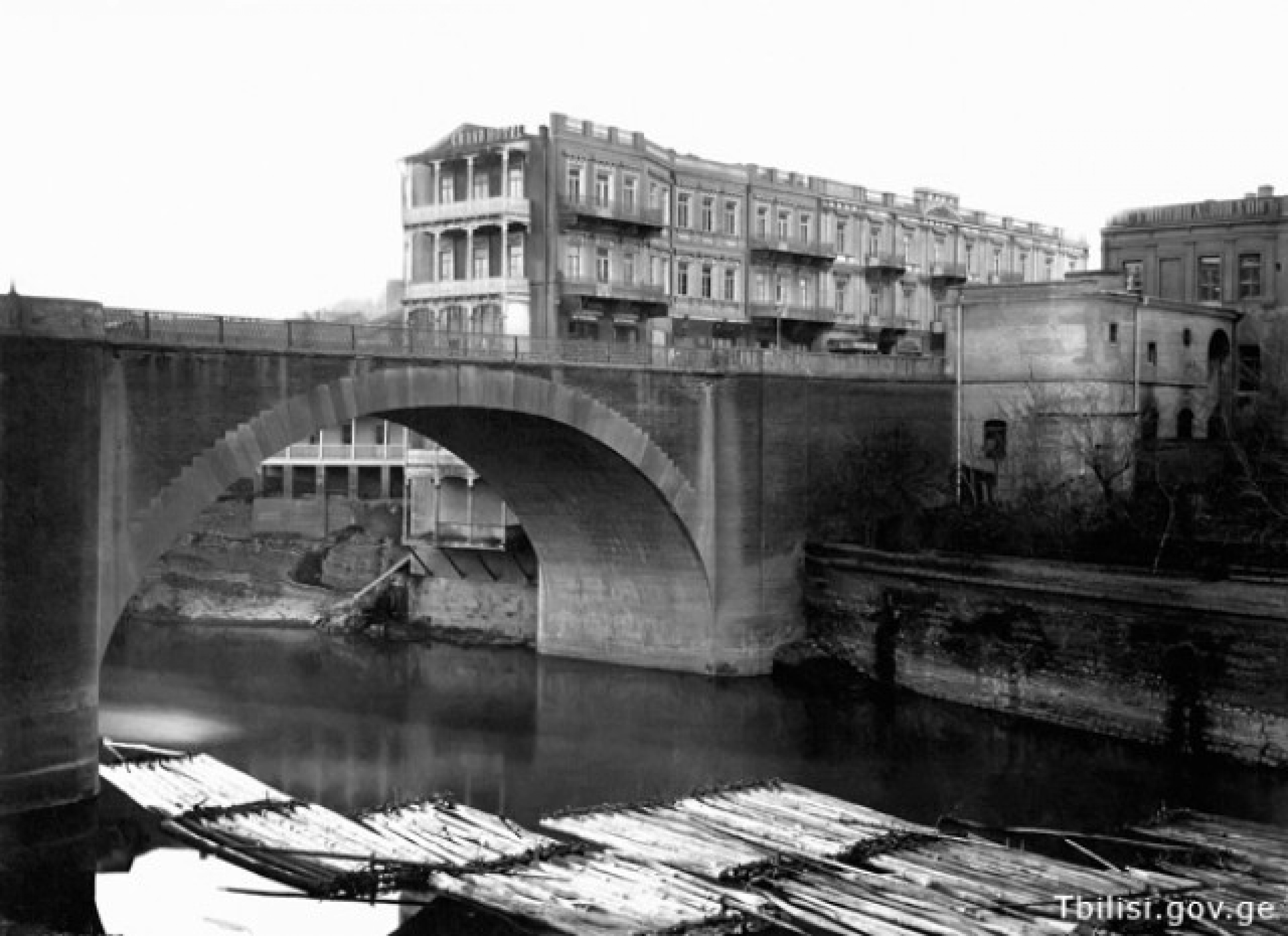
Mshrali Brücke (Trocken-Brücke) im 19. Jahrhundert

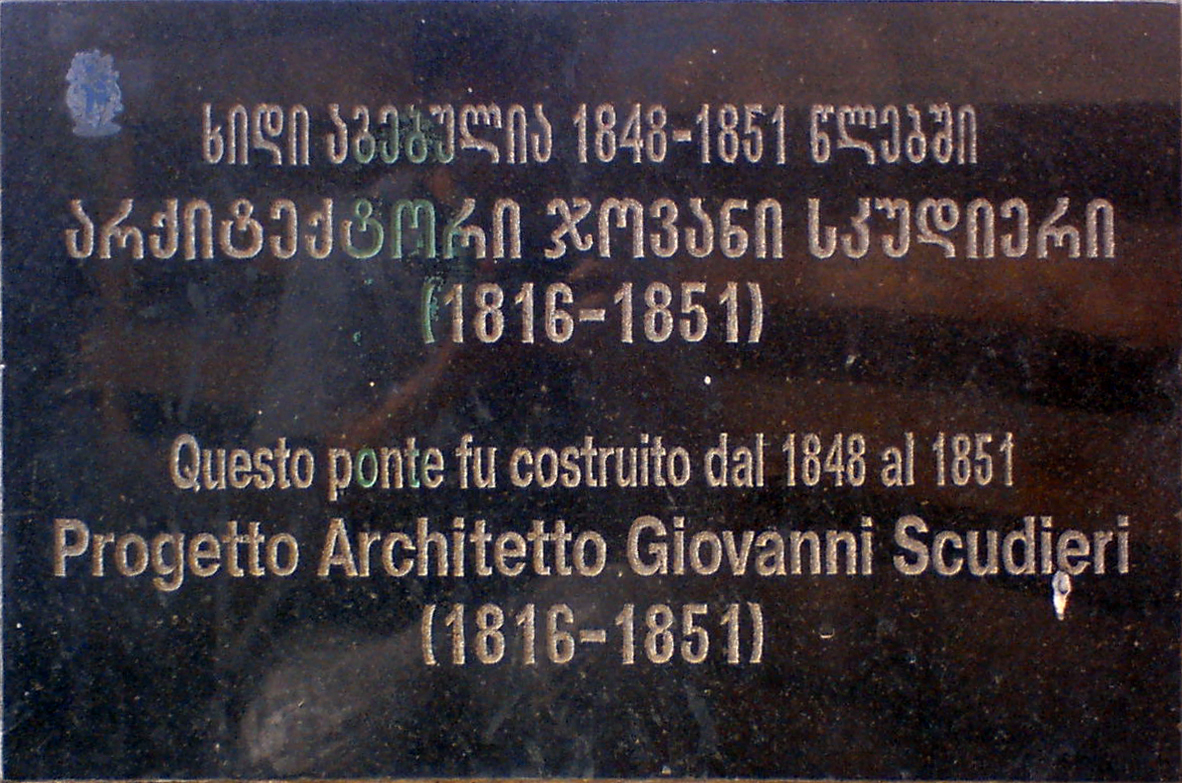
Zweisprachige Inschrift auf dem Brückenbau aus dem Jahr 2002

Giovanni Scudieri (* 1817 in Padua; † 5. Juli 1851 in Tiflis) war ein italienischer Architekt. Er arbeitete zunächst in der heutigen Ukraine, später in Georgien. Von 1848 bis 1851 war er Chefarchitekt von Tiflis.
Der russische Generalgouverneur von Neurussland und Bessarabien Fürst Michail Woronzow beauftragte ihn, in Odessa öffentliche Gebäude zu errichten. Nach der Ernennung zum Vizekönig des Kaukasus holte Woronzow ihn 1848 in die georgische Hauptstadt Tiflis, machte ihn dort zum Chefarchitekten.
Scudieri errichtete in Tiflis die Woronzow-Brücke (1848), die erste Steinbrücke der Stadt, die Mshrali-Brücke (1849–1851), die Karawanserei (1850), ein vierstöckiges Multifunktionsgebäude mit Restaurants und Geschäften, das Tiflis-Theater (1851), einen Veranstaltungsort für Theater- und Opernaufführungen, sowie die Militär-Kathedrale (1851), eine orthodoxe Kirche für die in Tiflis stationierten russischen Streitkräfte.
Er starb 1851 während der Bauarbeiten an der Kathedrale.